# Salomè con la testa del Battista (Caravaggio Madrid)
Salomè con la testa del Battista è un dipinto del pittore italiano Caravaggio realizzato in olio su tela (116x140 cm) nel 1609 circa. È conservato nel Palazzo reale di Madrid (Spagna).

## Storia
Uno dei primi biografi di Caravaggio, Giovanni Bellori, scrive nel 1672 che l'opera venne realizzata dall'artista ed inviata da Napoli al gran maestro dell'Ordine di Malta, Alof de Wignacourt, nella speranza di riottenerne il favore dopo l'espulsione dall'ordine nel 1608. Tra l'altro, per il Wignacourt, Caravaggio aveva da poco dipinto un ritratto a figura intera. L'opera ad ogni modo venne bloccata insieme alla nave che la trasportava nel porto di Napoli e passò di mano in una serie di collezioni di prestigio. Nel 1657 risulta essere nella collezione di García de Avellaneda y Haro, conte di Castrillo e viceré di Napoli, il quale nel 1666 ne fece dono a re Filippo IV di Spagna che, in quanto re di Napoli, decise di lasciarla nella propria residenza locale.
Nel 1759 Carlo VII di Napoli, che regnò in Spagna come Carlo III, portò l'opera a Madrid, nella sua collezione privata, poiché si trattava di uno dei suoi dipinti preferiti.
Con lo stesso soggetto, è attribuita a Caravaggio un'altra tela, oggi conservata nella National Gallery di Londra.
Lo studioso John Gash ha notato come lo sguardo del boia verso la testa tagliata in questo dipinto contribuisca a trasformare l'intera opera "da spettacolo provocatorio a profonda meditazione sulla morte e sulla malevolenza umana".